# پائولین کوپ
پائولین کپ (انگلیسی: Pauline Cope؛ زادهٔ ۱۶ فوریهٔ ۱۹۶۹) یک بازیکن فوتبال اهل انگلستان است.
وی سابقه بازی در تیم ملی فوتبال زنان انگلستان را دارد.